# Pseudaristobia octofasciculata
Pseudaristobia octofasciculata là một loài bọ cánh cứng trong họ Cerambycidae.